# Загадкові варіації (п'єса)
«Загадкові варіації» — п'єса Еріка-Емманюеля Шмітта, написана у 1995 році, та вперше поставлена на сцені Театру Маріньї в Парижі у березні 1996 року. Назва п'єси відсилає до симфонічного твору «Загадкові варіації» англійського композитора Едварда Елгара.
П'єса написана для бенефісу зірки французького кінематографа Алена Делона.

## Персонажі
- Ерік Ларсен — журналіст
- Абель Знорко — письменник, лауреат Нобелівської премії з літератури
- Хелен — жінка, яку кохають обидва героя (на сцені не з'являється)

## Сюжет
Письменник та лауреат Нобелівської премії з літератури Абель Знорко живе усамітнено на острові Rösvannöy, розташованому у Норвезькому морі. До нього приїздить на інтерв'ю журналіст маленької провінційної газети Ерік Ларсен, й розмова точиться навколо останнього опублікованого роману, який складається з листування між письменником та невідомою жінкою, яка може бути особою, якій присвячена книга.
По ходу сюжету два чоловіки виявляють два суперечливі бачення кохання між жінкою та чоловіком: коротка, але незабутня пристрасть на тлі вірного й безперервного кохання.

## Видання та переклади
- Éric-Emmanuel Schmitt, Variations énigmatiques, Paris, éd. Albin Michel, 8 octobre 1996, 188 p., 130mm x 200mm (ISBN 2-226-08461-4)
- Éric-Emmanuel Schmitt, Théâtre Tome 1: Golden Joe, Variations énigmatiques, Le Libertin, Paris, Librairie générale française, coll. «Le Livre de poche», 26 novembre 2003, 320 p., 18 cm (ISBN 978-2-253-15599-7)

Українські переклади
- Ерік Шмітт. Загадкові варіації; [пер. з франц. Маркіяна Якубяка] // ж-л «Просценіум» №2(6). — 2003. (Львівський національний університет імені Івана Франка)
- Неда Неждана

## Історія постановок

### Прем'єра
Прем'єра вистави відбулася у березні 1996 року на сцені паризького Театр Маріньї. Режисер — Бернар Мурат.
Ролі зіграли Ален Делон (Абель Знорко) та Френсіс Густер (Ерік Ларсен).
По прошестю 28 років з останньої театральної роботи Алена Делона («Виколоті очі» у постановці Реймона Руло, 1968) повернення актора сталося у виставі «Загадкові варіації», яку драматург написав спеціально для бенефіса актора. Делон не лише повернувся на театральну сцену, а й з цією виставою поїхав світове турне: від Лос-Анджелеса до Токіо. Постановка проіснувала два роки, після чого у 1998 році Ален Делон залишив роботу у театрі на наступні шість років.

### В світі
П'єса «Загадкові варіації» отримала чисельні театральні втілення по всьому світові:
- Австрія — «Enigma» (пер. Anne et Paul Bäcker):
  - 1997/98 — Linz
  - 2001/02 — Wien, Burgtheater
  - 2005 — Wien, Volkstheater
  - 2009/2010 — Salzburg, Theater (Off)ensive

- Аргентина:
  - 1996/99 — Buenos Aires, Teatro Broadway II

- Бельгія (нідерландомовна):
  - 2010 — Antwerpen, Theater aan de Stroom, 2010

- Бельгія (францомовна):
  - 2001/01 — Bruxelles, Théâtre le Public

- Болгарія (пер. Snéjina Roussinova-Zdravkova):
  - 1998/04 — Sofia, Théâtre National Ivan Vazov
  - Théâtre Bourgas
  - Théâtre Roussé
  - Théâtre Gabrovo

- Боснія (пер. Stanica Lazarevic):
  - 2000 — Banja Luka
  - 2006/07 — Sarajevo, T. Kamerny 55
  - 2015/17 — Tuzla, Théâtre National, 2015-2016-2017

- Бразилія (пер. Paulo Autran):
  - 2000 — Sao Paolo, Mars

- Велика Британія — «Enigma variations»:
  - 1999, травень — Londres, Savoie Theater, Malvern Festival

- Греція:
  - 1997, листопад — Athènes, Théâtre Gloria
  - 2020 — Athènes, Théâtre Emporikon

- Данія
  - 2003 — Svalegangen, Théâtre d’Aarhus
  - Copenhaguen, Teatret Ved Sorte

- Естонія — «Enigma Variatsioonid» (пер. Margus Alver):
  - 2001/02 — Th Ugala Vijandi

- Ізраїль:
  - 2000/01 — Tel Aviv, Theatre Beit Leissi

- Ісландія — «Abel Snorko Byr Einn» (пер. Kristjian Thordur Hrafnsson):
  - 1998, листопад — Théâtre National d'Islande (PJODLEIKHUSID)

- Іспанія
  - 1999/00 — Tournée
  - 2004 — Madrid, Alcalà Palace I
  - 2008 — Barcelone- Teatro Villaroel
  - 2021/22 — Santander, Teatro CASYC

- Італія — «Variazioni Enigmatiche» (пер. Luca Barcellona):
  - 2000, жовтень — Rome, Th Quirino + tournée nationale
  - 2005/21 — Milan, Picolo Teatro
  - 2006 — Naples
  - 2012 — Turin, Teatro Cardinal Massaia
  - 2014 — Naples, Sala Ferrari
  - 2016 — Bologne, Teatro Duse

- Канада (англомовна) — «Enigma Variations»:
  - 2000, лютий — Toronto

- Канада (франкомовна)
  - 2001 — Montreal, Théâtre du Nouveau Monde
  - 2008 — Ville de Québec, Théâtre Petit Champlain

- Китай
  - 2012 — Hong Kong, Big Stage Theatre

- Корея
  - 2006/07 — Séoul, Sanwoollim Theatre

- Латвія:
  - 1999 — Riga, Russian Theater
  - 2005/11 — Liepaja, Théâtre de Liepaja

- Ліван:
  - 2005 — Beyrouth, Th Al Madina

- Мексика:
  - 2017 — Ciudad de México, Teatro Jorge Negrete

- Німеччина — «Enigma» (пер. Anne et Paul Bäcker):
  - 1997, жовтень — Essen, Schauspiel
  - 1997 — Hamburg, Thalia Theatre
  - 1997/98 — Trier, Stadttheater
  - 1997/98 — Nürnberg, Städtische Bühnen
  - 1998/99 — Erfurt, Theater der Stadt
  - 1998/99 — Konstanz, Stadttheater
  - 1998/99 — Lübeck, Theater Combinale
  - 1998/99 — Würzburg, Stadttheater
  - 1998/99, 1999/00 — Konzertdirektion Landgraf
  - 1999, січень — Köln, Theater im Bauturm
  - 1999/00 — Neuwied, Landesbühne Rheinland-Pfalz
  - 1999/00 — Aachen
  - 1999/00 — Neuwied
  - 1999/00 — Celle
  - 1999/00 — Heidelberg
  - 1999/00 — Pforzheim
  - 2000/01 — Bonn
  - 2000/01 — Berlin, Theater am Kurfürstendamm
  - 2000/01 — Bonn-Bad Godesberg, Kleines Theater im Park
  - 2005 — Berlin, Renaissance Theater
  - 2005 — Dortmund, Theater Dortmund
  - 2005 — Landshut, Südostbayer. Städtetheater
  - 2005 — Leverkusen, Studiobühne
  - 2005 — Radebeul, Landesbühnen Sachsen
  - 2009 — Munich, Metropoltheater
  - 2009 — Münster, Wolgang Borchert Theater
  - 2009/10 — Duisburg, Theater
  - 2009/10 — Winterthur, Kellertheater
  - 2009/10 — Postdam, T-Werk e.V.
  - Ulm, Theaterei Herrligen

- Норвегія — «Enigma Variasjoner»:
  - 1999 — Leyden
  - 2011 — Utrecht, Theater EA
  - Oslo, Nye Th
  - Pays-Bas

- Польща — «Wariacje enigmatyczne» (пер. Barbara Grzegorzewska):
  - 1999/02 — Zakopane, th im Witkiewicza
  - 1999/01 — Gdansk, Th Wieza
  - 2001, 2004/07 — Kraków, Stary Theater
  - 2001/07 — Koszalin, Bałtycki Teatr Dramatyczny w Koszalinie
  - 2002, 2006 — Bia?ystok Theater Dramatyczny im. W?gierki
  - 2004/06, 2006/08 — Szczecin, Theater Polski
  - 2007/10 — Varsovie, Th Ochoty
  - 2008/10 — Cracovie, Théâtre Stary
  - 2013 — Elbag, Theatre Im Aleksandra Sewruka
  - 2013/14 — Slupsk, Teatr Nowy

- Португалія (пер. Paulo Autran):
  - 2002 — Lisbone, Teatro Sao Luis
  - 2003, 2004/05 — Teatro de Campo Alegre , Cie Seiva Trupe
  - 2004/05 — Lisbonne, Companhia Seiva Troupe
  - 2009/10 — Lisbonne, Teatro de Pesquisa

- Росія — (пер. Олена та Андрій Наумови):
  - 1999/2007, 2011/13 — Державний академічний театр імені Є. Вахтангова (м. Москва)
  - 2000/02 — Великий драматичний театр імені Г. О. Товстоногова (м. Санкт-Петербург)
  - 2002/04, 2004/07 — Samara, th Gorky
  - 2007/09 — Volgograd, Théâtre des Jeunes
  - 2008/10 — Taganrog, Théâtre Nonna Malaguina
  - 2009, жовтень — Московський академічний театр імені Володимира Маяковського (м. Москва)
  - 2009/10 — Vladimir, Théâtre Antimiry

- Румунія:
  - 1998/99, 2012/14 — Bucarest, Teatrul Nottara
  - 2003/05 — Brasov, Teatrul Sica Alexandrescu
  - 2004/06 — Targu Mures, Teatrul National
  - 2013/15 — Iasi, Théâtre National Vasile Alecsandri
  - Traduction: Paola Bentz

- Сербія — «Zagonetne Varijacije» (пер. Stanica Lazarevic):
  - 1998/01, 2014/2016 — Belgrade, Théâtre National
  - 2000/01 — Banja Luka, th national de la république

- Словаччина:
  - 2003 — Presov, Théâtre de Targu-Mures
  - 2009/10 — Bratislava, Théâtre L&S
  - 2014/17 — Bratislava, Atelier Marosa Kramara

- Словенія:
  - 2002 — Ljubljana, City th
  - 2008/19 — Tournée, Société Culturelle Imaginarni

- США — «Enigma variations»:
  - 1999, травень — Los Angeles, Mark Taper Forum

- Туреччина — (пер. Serap Babür):
  - 1998, лютий — Istanbul, Théâtre Kenter Tiyatrosu

- Угорщина — «Rejtelmes Viszonyok» (пер. Károly Makk):
  - 2015/16 — Budapest, Theatrum Mundi
  - Théâtre JÁTÉKSZÍN

- Фінляндія — «Arvoituksellisia Muunnelmia» (пер. Leo Kontula):
  - 1997, вересень — Lahti, Théâtre municipal
  - 1998, лютий — Helsinki, Théâtre municipal
  - 2000 — Rovaniemi, th municipal
  - 2007, квітень — Jyväskylä, th municipal
  - 2008, березень — Théâtre municipal de Joensuun
  - Tempere, Théâtre municipal

- Франція:
  - 1996/97 — Paris, Théâtre Marigny, 96/97 (із Аленом Делоном та Френсісом Густером) (у сезоні 1997/98 виставу було відновлено за участі Алена Делона та Стефана Фрейса)
  - 2002/03, 2004 — Savoie et Haute Savoie, Compagnie Les deux coups
  - 2005 — Languedoc-Roussillon, Provence-Côte d’Azur, Compagnie des tréteaux de Peyne
  - 2007 — Toulouse, Théâtre du chien Blanc
  - 2012 — Marseille, Théâtre le Petit Merlan
  - 2015/21 — Avignon, Compagnie Les Affamés

- Хорватія
  - 2001 — Zagreb, Théâtre Mala Scena de Zagreb

- Чехія:
  - 2009/12 — Prague, Divadlo Na Fidlovacce
  - 2014/16 — Plzen, Divadlo J.I.Tyla

- Чилі
  - 2004 — Santiago de Chile, Teatro Circus

- Швейцарія (німецькомовна) — (пер. Anne and Paul Bäcker):
  - 1998/99 — Winterthur, Kellertheater
  - 1998/99 — Bern, Théâtre in der Effingerstraße
  - 1999/00 — Basler Ensemble

- Швейцарія (франкомовна):
  - 2003 — Genève, Théâtre Para-Surbeck, Compagnie les deux Coups

- Швеція:
  - 2004 — Boras, Swedish Civic Theatre + tournée

- Японія — (пер. Kei Takahashi):
  - 1998 — Tokyo, Théâtre Sunshine + Théâtre Oriental Shin-Kobe
  - 1998, вересень — Noto Peninsula
  - 2004 — Th Sunshine + tournée nationale 04

### В Україні
В Україні до постановки п'єси зверталися режисери Вадим Сікорський у Львові 1999 року — робота стала спільним проєктом Національного академічного українського драматичного театру ім. Марії Заньковецької та Львівського академічного театру ім. Леся Курбаса на камерній сцені заньківчан, Київська академічна майстерня театрального мистецтва «Сузір'я» (2005), Андрій Білоус на основній сцені Київського академічного молодого театру (2013), Денис Федєшов у Чернігівському обласному академічному українському музично-драматичному театрі ім. Тараса Шевченка (2021) та інші.
| Прем'єра       | Театр | Режисер          | Команда                                                                                               | Ерік Ларсен                         | Абель Знорко                       | Відзнаки | Примітки                                      |
| -------------- | --- | ---------------- | --- | ----------------------------------- | ---------------------------------- | --- | --------------------------------------------- |
| 1999 14 грудня | Національний академічний український драматичний театр імені Марії Заньковецької (м. Львів)                  | Вадим Сікорський | Оверчук Олександр (сценограф) Боклан Ольга (художних по костюмах)                                     | Олег Стефан                         | Богдан Козак                       | |                                               |
| 2005           | Київська академічна майстерня театрального мистецтва «Сузір'я» (м. Київ)                                     |                  | |                                     |                                    | |                                               |
| 2013 18 травня | Київський академічний Молодий театр (м. Київ)                                                                | Андрій Білоус    | Володимир Карашевський (сценографія) Борис Орлов (художник по костюмах) Олексій Харченко (композитор) | Олексій Вертинський Дмитро Суржиков | Станіслав Боклан Олександр Ромашко | 2013 — Премія «Київська пектораль» у номінації «За кращу чоловічу роль» — Олексій Вертинський за роль Еріка Ларсена; 2013 — XI Міжнародний театральний форум «Золотий Вітязь» (м. Москва, Росія) — Срібний диплом за найкращий акторський дует; 2014 (травень) — Міжнародний театральний фестиваль «Мельпомена Таврії» (м. Херсон) — диплом у номінації «Краща вистава»; 2016 — Учасник Фестивалю сценічних мистецтв (м. Івано-Франківськ); 2016 — Всеукраїнський театральний фестиваль «Чехов Фест» (м. Суми) — нагорода за найкращий монолог у номінації «Мить одкровення» | Вистава на одну дію, тривалістю 1 год. 40 хв. |
| 2021 25 червня | Чернігівський обласний академічний український музично-драматичний театр імені Тараса Шевченка (м. Чернігів) | Денис Федєшов    | Оксана Шпакович (художник-постановник)                                                                | Петро Великий Микола Лемешко        | Олександр Куковєров                | |                                               |